# Fondul Proprietății de Stat
Fondul Proprietății de Stat (FPS) a fost o agenție de stat, înființată în anul 1992, cu scopul de a privatiza societățile comerciale de stat. Instituția și-a schimbat denumirea în 2001, în Autoritatea pentru Privatizare și Administrarea Proprietății Statului (APAPS), iar în 2004 a fost reorganizată prin absorbție cu Autoritatea pentru Valorificarea Activelor Statului (AVAS).

## Numirea conducerii FPS
Foști președinți ai Consiliului de Administrație: Emil Dima (membru FSN), Sorin Dimitriu (membru PNTCD) și Radu Sârbu (membru PNTCD).
Ministrul Autorității pentru Privatizare și Administrarea Participațiunilor Statului
- 28 decembrie 2000 — Ovidiu Tiberiu Mușetescu — cu ocazia formării Guvernului Năstase[2]